# Ruffiniallee 10a (Gräfelfing)

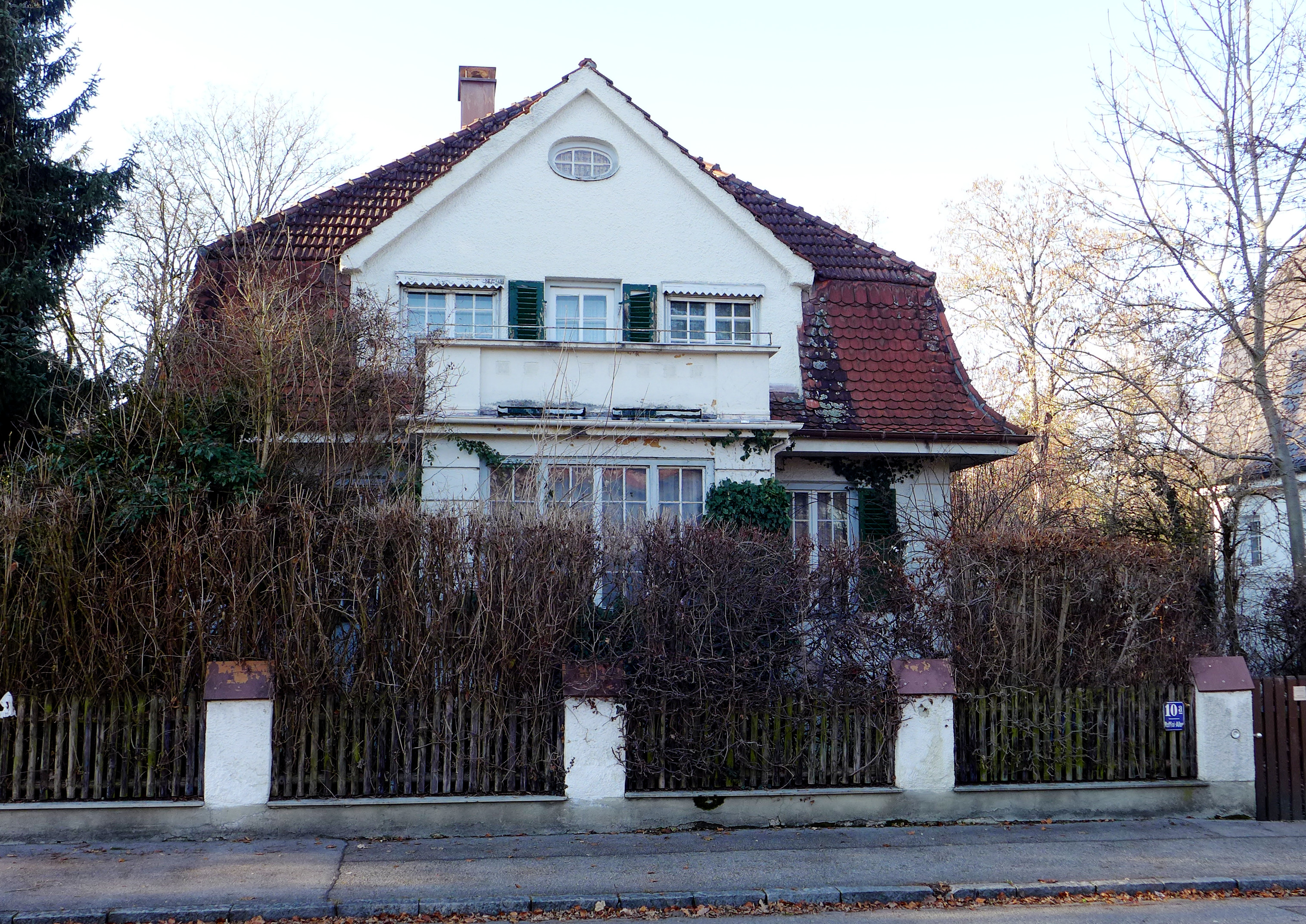
Villa Ruffiniallee 10a in Gräfelfing

Das Gebäude Ruffiniallee 10a in Gräfelfing, einer Gemeinde im oberbayerischen Landkreis München, wurde um 1900 errichtet. Die Villa ist ein geschütztes Baudenkmal.
Der erdgeschossige Putzbau mit Mansardwalmdach, breitem Zwerchhaus und vorgebauter Veranda wurde im Stil des reduzierten Historismus errichtet. Am 21. Oktober 1910 wurde dem Bauherrn Andreas Griesbeck die Baugenehmigung erteilt, Baumeister war F. Böttge.